# المساواة بين الجنسين في أذربيجان
المساواة بين الجنسين في أذربيجان مكفولة بموجب دستور البلاد وتشريعاته، وهناك مبادرة للقضاء على العنف المنزلي. صدقت أذربيجان على اتفاقية الأمم المتحدة في عام 1995، وافتتح مركز معلومات النوع الاجتماعي في عام 2002، وتم إنشاء لجنة معنية بقضايا المرأة في عام 1998. يعلن الإعلان العالمي لحقوق الإنسان أن النساء والرجال يجب أن يتمتعوا بحقوق إنسانية متساوية. ومع ذلك لا تزال المرأة بحاجة إلى حماية إضافية لمساعدتها على تحقيق المساواة بين الجنسين في أذربيجان، وذلك بغرض الوصول للمساواة بين الجنسين من خلال تعزيز وحماية حقوق المرأة مثلما هي للرجل.

## التشريعات

### دستور أذربيجان
وفقا لدستور أذربيجان، فإن الرجال والنساء متساوون أمام القانون. يحظر الدستور التمييز على أساس الجنس، بما في ذلك التمييز في مكان العمل.

### التشريعات
يهدف القانون 21 الذي سن للتفصيل في الضمانات التي تقدمها الدولة لتحقيق المساواة في الحقوق بين المرأة والرجل، والذي اعتمد في 10 تشرين الأول/أكتوبر 2006 إلى القضاء على جميع أشكال التمييز القائم على النوع الاجتماعي وضمان المساواة بين الجنسين في المجالات السياسية والاقتصادية والاجتماعية والثقافية المجالات. جميع حقوق الإنسان مضمونة للمرأة والرجل بحسب هذا القانون، كما يتوجب على السلطات العامة مراجعة التشريعات المتعلقة بالمساواة بين الجنسين بانتظام وتعديلها حسب الضرورة. حدد القانون بعض التفاصيل حول المساواة بين الجنسين والتعليم ليضع بعض التشريعات ضمن القائمة الضرورية التي يجب العمل عليها.

### القضاء على العنف المنزلي
اعتمد قانون القضاء على العنف الأسري في 22 يونيو 2010، ويركز القانون على العنف الأسري بين الأقارب لتخفيف آثاره القانونية والطبية والاجتماعية السلبية وتقديم المساعدة القانونية والاجتماعية للضحايا. وعلى الرغم من أن هذا القانون لا ينص بصريح العبارة على أن جنس الضحية، إلا أن النساء هن الضحايا في معظم حالات العنف المنزلي. يحظر القانون التمييز ضد المرأة ويعتبره مبدأ أساسيًا في مشوار القضاء على العنف المنزلي أو الأسري ويعدد ثلاثة أنواع من العنف المنزلي وهي: الجسدي والنفسي والجنسي.

## التعاون الدولي

### اتفاقية القضاء على جميع أشكال التمييز ضد المرأة
صادقت أذربيجان على اتفاقية القضاء على جميع أشكال التمييز ضد المرأة في عام 1995، ووقعت على بروتوكولها الاختياري في عام 2000. نشر التقرير الحكومي الأول المقدم إلى لجنة الأمم المتحدة المعنية بالقضاء على التمييز ضد المرأة (سيداو) في 16 سبتمبر/أيلول 1996، ويوضح التقرير معنى التمييز ضد المرأة، ويفصل في تكلف أجهزة الدولة بمسؤولية اتخاذ التدابير المناسبة للقضاء على كافة أشكال التمييز ضد المرأة.

### صندوق الأمم المتحدة الإنمائي للمرأة
اتخذ التعاون بين صندوق الأمم المتحدة الإنمائي للمرأة وأذربيجان شكل مشروع يهدف إلى منع نشوب الصراعات وبناء السلام في المشروع الإقليمي لجنوب القوقاز. هدفت المرحلة الأولى من المشروع إلى تعزيز أنشطة المنظمات النسائية ودعم الناشطين والقادة والشباب في مجال المساواة بين الجنسين وبناء السلام ومنع الصراعات وذلك بين عامي 2001 و2004، أما المرحلة الثانية للمشروع فقد امتدت من عام 2004 إلى عام 2007 وقد بنيت على المرحلة الأولى وحاولت تعزيز حقوق المرأة على أساس اتفاقية القضاء على جميع أشكال التمييز ضد المرأة، وقرار مجلس الأمن التابع للأمم المتحدة رقم 1325، والأهداف الإنمائية للألفية، ومنهاج عمل بيجين.

## مركز معلومات النوع الاجتماعي
دعم صندوق المجتمع المفتوح مركز معلومات النوع الاجتماعي الأذربيجاني (AGIC) في عام 2002. يتكون مركز معلومات النوع الاجتماعي الأذربيجاني من العديد من المنظمات النسائية: مركز الأبحاث للعمليات الاجتماعية الحديثة، رابطة المرأة الإبداعية والرابطة الأذربيجانية للتطوير التنظيمي وكلاهما في باكو، مركز شمس للمرأة والشباب في مينجيشور ومركز حيدات لتطوير برنامج الشباب.

### مركز أبحاث العمليات الاجتماعية الحديثة
مركز أبحاث العمليات الاجتماعية الحديثة هو المسؤول عن المركز، وقد أجرى المركز دراسات بالتعاون مع منظمات أخرى، بما في ذلك التعاون التجاري النسائي في جنوب القوقاز (لمؤسسة أوراسيا في عام 1999)، المرأة في الصراع الاجتماعي (للبنك الدولي في عام 2000)، المرأة في المجتمع الأذربيجاني (لشركة ألتير عام 2000)، المرأة ضد العنف (لفريق الخبراء الحكومي الدولي-غوريزونتي في عام 2001)، المرأة في المجتمع المحلي (لفريق الخبراء الحكومي الدولي - جوريزونتي في عام 2002)، والموارد الجنسانية وتنمية القطاع الثالث في أذربيجان (لفريق الخبراء الحكومي الدولي في عام 2002).

### جمعية التطوير التنظيمي والفني
نفذت جمعية التطوير التنظيمي والفني المشاريع التالية بالتعاون مع مؤسسة أوراسيا (التي دعمت إنشاء الجمعية): احتضان المنظمات النسائية غير الحكومية (2000) والأعمال التجارية النسائية (2002)، وتسويق القطاع الثالث في أذربيجان (2001).

## اللجنة الحكومية لقضايا الأسرة والمرأة والطفل
أنشئت اللجنة الحكومية لشؤون المرأة (أو لقضايا المرأة) بموجب مرسوم رئاسي في 14 يناير 1998، وتم استبدالها باللجنة الحكومية لشؤون الأسرة والمرأة والطفل بمرسوم آخر في 6 فبراير 2006، وتمت الموافقة على ميثاق اللجنة بموجب مرسوم رئاسي في 9 أغسطس 2006 أيضا.
يتم تمويل اللجنة، وهي هيئة على المستوى الوزاري في باكو (العاصمة الأذربيجانية)، من ميزانية الحكومة وهي مسؤولة عن تنفيذ سياسة الدولة بشأن شؤون الأسرة والمرأة والطفل، ويجوز لها اقتراح التشريعات وتوقيع الاتفاقيات مع الهيئات ذات الصلة في البلدان الأجنبية والمنظمات الدولية، وذلك وفقا لدستور أذربيجان والاتفاقيات الدولية التي تكون أذربيجان طرفا فيها والقوانين ذات الصلة.